# Grand Prix d’Ouverture La Marseillaise 2011
Der 23. Grand Prix d’Ouverture La Marseillaise fand am 30. Januar 2011 statt. Er war Teil der UCI Europe Tour 2011 und innerhalb dieser in die Kategorie 1.1 eingestuft und war auch das Auftaktrennen zum Coupe de France 2011. Die Distanz des Straßenradrennens betrug 139,7 Kilometer. Der Grand Prix La Marseillaise war das erste Eintagesrennen auf europäischem Boden in der Saison 2011.

## Teilnehmer und Rennverlauf
Am Start standen die größten französischen Teams – darunter das ProTeam Ag2r La Mondiale sowie die Professional Continental Teams FDJ, Team Europcar, Cofidis, le Crédit en Ligne, Saur-Sojasun und Bretagne-Schuller. Zusätzlich starteten die ausländischen ProTeams Katusha und Vacansoleil-DCM sowie die Professional Continental Teams Skil-Shimano, Veranda’s Willems-Accent, Topsport Vlaanderen-Mercator, Landbouwkrediet und Team Type 1-Sanofi Aventis. Ferner erhielten die Continental Teams Big Mat-Auber 93, An Post-Sean Kelly, Roubaix Lille Métropole und VC La Pomme Marseille Einladungen.
Das kurze Rennen startete im Marseiller Vorort Allauch und führte in einer großen Schleife durch das östliche Vorland der Stadt. Das Ziel lag nahe dem Stade Vélodrome in Marseille. Mit dem Col du petit Galibier, dem Col de l’Espigoulier und dem Col des Bastides standen drei nennenswerte Steigungen auf dem Programm, bevor eine Abfahrt zum Ziel führte. Kurz nach dem Start hatte sich eine Ausreißergruppe mit Jérémy Roy (FDJ), Sylvain Georges (Big Mat-Auber 93) und Julien Guay von Roubaix Lille Métropole abgesetzt. Ungefähr 40 Kilometer vor dem Ziel fiel Guay zurück, elf Kilometer später attackierte Roy und konnte so Georges distanzieren. Souverän brachte Roy einen Vorsprung von über zweieinhalb Minuten ins Ziel nach Marseille, während Georges nur wenige Sekunden vor dem heranstürmenden Hauptfeld um den Drittplatzierten Romain Feillu retten konnte.

## Endstand
|     | Fahrer            | Nation     | Team                        | Zeit         |
| --- | ----------------- | ---------- | --------------------------- | ------------ |
| 1.  | Jérémy Roy        | Frankreich | FDJ                         | 3:30:55 h    |
| 2.  | Sylvain Georges   | Frankreich | Leopard Trek                | + 2:38 min   |
| 3.  | Romain Feillu     | Frankreich | Vacansoleil-DCM             | + 2:43 min   |
| 4.  | Jure Kocjan       | Slowenien  | Team Type 1-Sanofi Aventis  | gleiche Zeit |
| 5.  | Arthur Vichot     | Frankreich | FDJ                         | gleiche Zeit |
| 6.  | Cyril Gautier     | Frankreich | Team Europcar               | gleiche Zeit |
| 7.  | Riccardo Riccò    | Italien    | Vacansoleil-DCM             | gleiche Zeit |
| 8.  | Cédric Pineau     | Frankreich | FDJ                         | gleiche Zeit |
| 9.  | Julien Antomarchi | Frankreich | VC La Pomme Marseille       | gleiche Zeit |
| 10. | Julien El-Farès   | Frankreich | Cofidis, le Crédit en Ligne | gleiche Zeit |